# Fentange
Fentange (luxembourgeois : Fenteng, allemand : Fentingen) est une section de la commune luxembourgeoise de Hesperange située dans le canton de Luxembourg.